# Biantes minimus
Biantes minimus is een hooiwagen uit de familie Biantidae. De wetenschappelijke naam van Biantes minimus gaat terug op M. Rambla.